# Nu metal
El nu metal (a veces estilizado como nü-metal, y también llamado aggro metal) es un subgénero del metal alternativo que combina elementos del heavy metal con otros géneros, como el hip hop, el rock alternativo, el funk, industrial, y el grunge. El género tuvo gran éxito comercial a finales de los 90 y principios del nuevo milenio.
La música nü metal enfatiza la atmósfera, el ritmo y la textura por encima de la melodía y la instrumentación. A menudo, las canciones de nu metal usan riffs rítmicos y sincopados tocados con distorsionadas guitarras eléctricas afinadas en rangos bajos (aunque no siempre), un bajo muy agresivo y, a veces, más fuerte que el sonido de la guitarra, y algo de sonido industrial, aplicado mediante un DJ o un teclista (las bandas que dispongan de uno).
Las bandas que dieron origen al género fueron Korn, con su álbum homónimo en 1994, y Deftones, con su disco de 1995, Adrenaline.

## Definición
La categorización de artistas específicos como nu metal es difícil, un asunto que se hace más evidente en la comunidad de fanáticos del metal tradicional, que se ofenden por este término. El nu metal es cercano al metal alternativo, pero fueron tantas las bandas que surgieron a mediados de los 90 con un estilo similar, que se buscó un nombre para englobarlas, «nuevo metal».[cita requerida] El álbum Meteora de Linkin Park, por ejemplo, es listado como "alternativo" en AOL Music Now y en tres géneros diferentes en Metacritic.
En una entrevista, Jonathan Davis afirmó que «odian el término nu metal», argumentando que «no significa nada». En 2010, en una entrevista hecha a Fieldy indicó que Korn no encajaba en ninguna etiqueta, pero que se sentía cómodo con el término «nu metal» porque parecía ser lo más cercano a ellos.

## Historia

### Orígenes y primera generación (1992-1999)

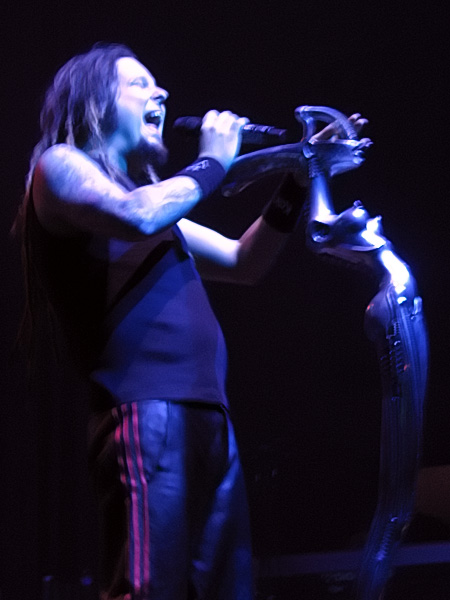
Jonathan Davis, vocalista de Korn.

Hubo muchas bandas que influyeron para que naciera el nu metal. Entre ellas, podemos nombrar: Helmet, Anthrax y Rage Against the Machine, por su fusión de metal y rap, transformándose en algunos de los pioneros del rap metal; Pantera, por su sonido crudo y directo; Faith No More y Tool, por su innovación dentro del metal; y Primus, solo por nombrar algunas influencias de las primeras bandas de nu metal.
Al igual que las bandas de funk metal, muchas bandas de nu metal provinieron de California, como es el caso de Snot, P.O.D., Deftones, Linkin Park, Papa Roach, Korn o System of a Down, entre otras; sin embargo, el género también repercutió en Europa con bandas como Thumb y Waving Corn, cuyos primeros trabajos aparecieron en el año 1995 (el mismo año en que fue lanzado Adrenaline de Deftones), en los cuales mostraban un rap metal altamente influenciado por Korn, pero no tuvieron mucha atención debido a que se movían en un circuito underground, a diferencia de la escena californiana, a mediados de los noventa.

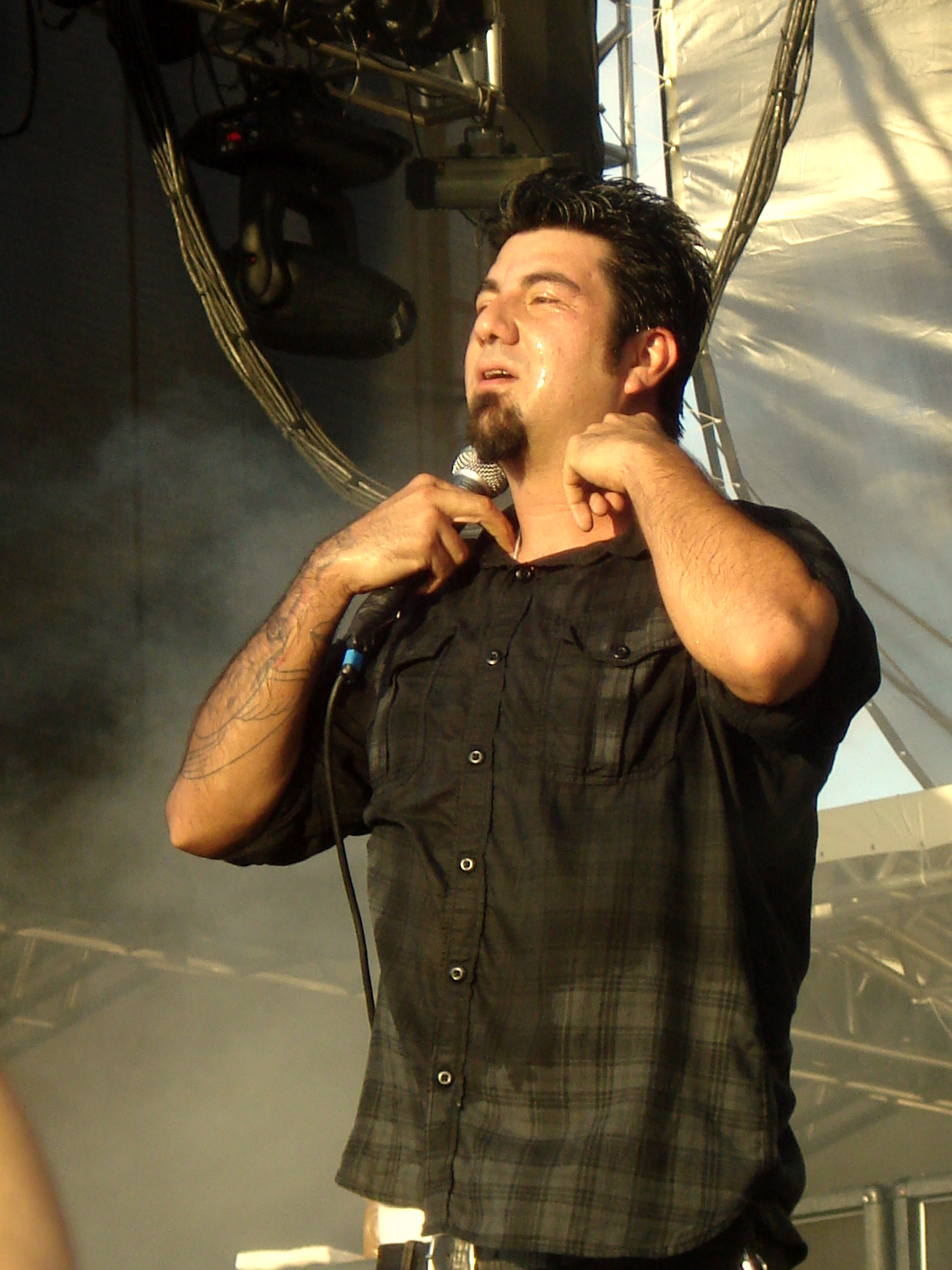
Chino Moreno, vocalista de Deftones.

La muerte de Kurt Cobain, líder de la banda de grunge Nirvana, el 5 de abril de 1994 marcaría el comienzo del declive del rock alternativo (y del grunge en particular) como la fuerza motriz del rock estadounidense moderno, preparando el terreno para que el nu metal ganara público. Ese mismo año se edita lo que sería el primer disco de nu metal, Korn de la banda homónima, cuyo sonido era novedoso para la escena musical mundial. Guitarras con mucha distorsión, baterías con melodías muy diversas y un bajo que incorporaba técnicas de jazz y funk. Además, el cantante Jonathan Davis poseía una manera propia de cantar que lo distinguía de los demás y sus letras trataban problemas sociales y personales. Muchas bandas anteriores a Korn mezclaban el crossover del rap y el metal, como Clawfinger, H-Block, 311, Urban Dance Squad, etc.; pero ninguna de estas se asemejaba al sonido que impuso Korn, que dejó una huella dentro de la evolución, tanto del género como dentro del mismo a futuro.

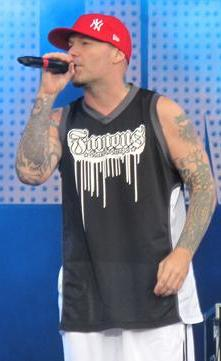
Fred Durst, vocalista de Limp Bizkit.

El sonido característico de Korn provino del intento de emular los acordes usados por el guitarrista de Mr. Bungle. Ellos también citaron a otra banda de Mike Patton, Faith No More, en los Kerrang's The Greatest Videos of All Time en 2006, diciendo que Korn fue influenciado por ellos porque hicieron algo inusual en una banda de metal. Las bandas de nu metal, también afirman típicamente estar influidos por bandas de metal convencionales, particularmente por Black Sabbath.
El productor Ross Robinson fue apodado por algunos como «el padrino del nu metal» debido a que produjo varios álbumes de nu metal importantes, el primero de los cuales fue el álbum homónimo de Korn. Y el siguiente, Life Is Peachy, que se convertiría en uno de los discos que definirían el género junto con el posterior lanzamiento Follow the Leader, que fue el disco que llevó a la masividad al nu metal. También estuvo a cargo de la producción de Three Dollar Bill, Yall de Limp Bizkit. Ross denunció luego al movimiento nu metal, por volverse complaciente y, a las bandas más nuevas, por no expandir el género.
En 1995 se lanza el primer disco de otra de las bandas pioneras del género, Adrenaline de Deftones. 
Los madrileños Hamlet, que en esta época ya tenían dos discos a sus espaldas, son considerados pioneros de este estilo en España. En 1996 sacaron su tercer trabajo, Revolución 12.111, categorizado, entre otros estilos, como nu metal, por lo que, puede decirse, que este LP es el primer trabajo de este estilo en ese país.
Con un estilo más cercano al rapcore, en 1997 sale a la venta otro de los discos fundamentales del género: Three Dollar Bill Y'all de Limp Bizkit. El álbum se vuelve popular gracias a la versión que hicieron del tema de George Michael "Faith".
Ese mismo año se editó el disco debut de Coal Chamber. Su sonido era más pesado que el de los pioneros Korn e incluía bastante experimentación con sonidos y voces no convencionales. También se puede mencionar a Incubus, Sugar Ray y Snot, con un sonido más encuadrado en el funk metal.
En 1997, Sevendust presenta su primer disco homónimo con una voz distinta por Lajon Witherspoon. En 1997, la banda Snot presenta su primer álbum de estudio, titulado Get Some. En 1999, hizo su debut Slipknot, quienes usan máscaras, gran cantidad de percusiones y la poco habitual cantidad de integrantes (nueve). También en este año, se lanzaría Felons and Revolutionaries, álbum debut de la banda Dope.
En esa época, también aparecieron otras bandas, como A.N.I.M.A.L, Resorte, Dracma, Soulfly e Ill Niño, con su inclusión de ritmos brasileños y tribales. Esto incluye la utilización de percusiones latinas y de guitarras flamencas que nunca se habían utilizado en este género.

### Segunda generación (2000-2005)

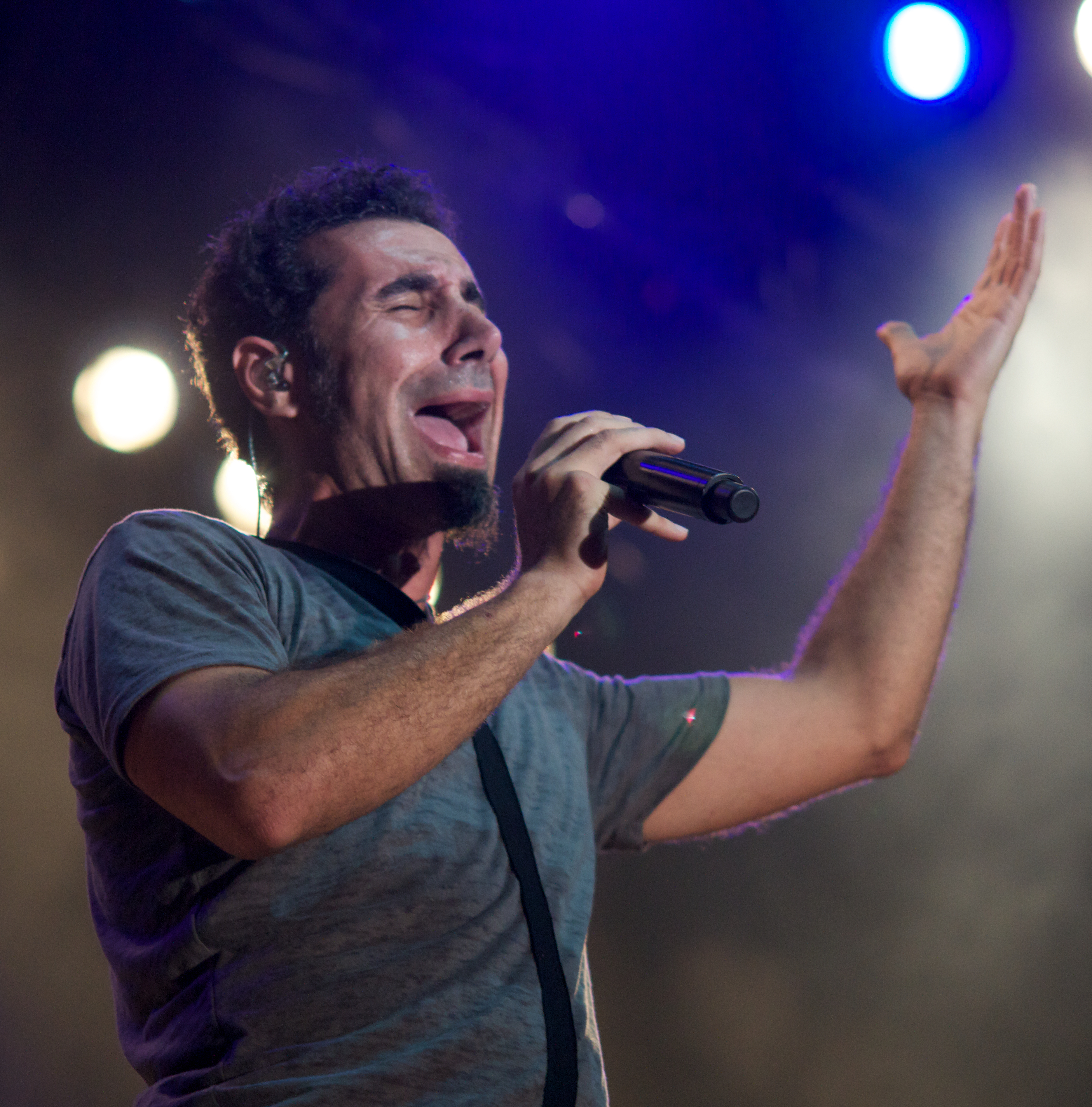
Serj Tankian, vocalista de System of a Down.

La segunda generación de bandas nu metal apareció a fines de los 90 y principios de los 2000 y se caracteriza por mayor experimentación y la inclusión de nuevos sonidos traídos de otros géneros. Bandas como Linkin Park, Drowning Pool, Taproot, Orgy, Adema, Mudvayne, Slipknot, Disturbed, System of a Down y Papa Roach.
La fama del nu metal, alcanzó tanto éxito al grado que, artistas con poca o ninguna relación con este, se dedicaran al género a un corto plazo. Algunos ejemplos notables son el del pionero del heavy metal en Corea del Sur y creador del K-pop Seo taiji el cual, tras experimentar con el funk metal en su primer disco como solista, decidió experimentar con el nu metal en su disco Vol. 6: Ultramania; los raperos Kid Rock con su álbum Devil Without a Cause, Cypress Hill con sus álbumes Skull & Bones y Stoned Raiders, Vanilla Ice con sus álbumes Hard to Swallow y Bi-Polar e Ice Cube con su disco War & Peace Vol. 1 (The War Disc); también, bandas reconocidas de thrash metal y groove metal, se acercaron al nu metal, como son los casos de las bandas Metallica, Slayer, Anthrax, Damageplan, Fear Factory, Machine Head y Sepultura; asimismo, la icónica banda de funk metal Primus, se unió al género.
Por el año 2000 aparecía Skindred, presentando su primer disco Babylon', que mostraría un sonido original con toques de reggae.

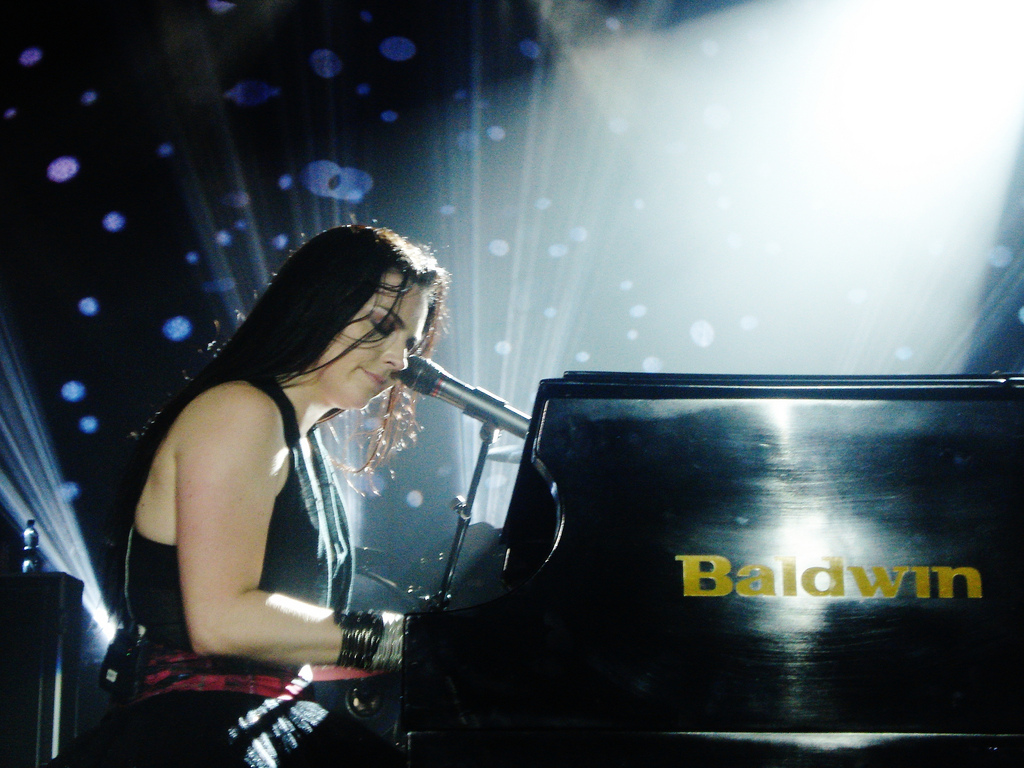
Amy Lee, vocalista de Evanescence.

En el 1999 salió el primer álbum de Crazy Town, The Gift of Game, que salió a la fama con su sencillo Butterfly; con un sonido de rock alternativo y rap rock, y estuvo en el primer lugar en Billboard Hot 100 en 2001.
Linkin Park editaría su disco debut, Hybrid Theory, en 2000. Este disco fue todo un éxito, estando dentro del Top 10 de la mayoría de las listas donde apareció. Actualmente, el disco ha vendido más de 30 millones de copias, haciéndole el disco con mayores ventas del nu metal. Su música está relacionada con el rap metal y el metal alternativo, y también incluye elementos electrónicos, como teclados, tornamesas y samples.
El 20 de junio de 2000, se editó el tercer disco de Deftones, White Pony, con la incorporación de Frank Delgado como DJ (hasta ese momento, había sido colaborador y no miembro oficial).
El 4 de septiembre de 2001, System of a Down lanza al mercado su segundo álbum, Toxicity, vendiendo más de 12 millones de copias a nivel mundial y dio a conocer a la banda en todo el mundo.
El 11 de junio de 2002 Korn lanza Untouchables. El álbum incluye la canción "Here to Stay", que fue ganadora de un Grammy, y debutó en el número dos en el Billboard 200 con 434 000 copias vendidas durante su primera semana. Según Nielsen SoundScan hasta el 4 de enero de 2013 el álbum ha vendido más de 2 400 000 copias en los Estados Unidos, y alrededor de 5 millones de copias en todo el mundo. 
Por otra parte, Evanescence, lanzó en 2003 el álbum Fallen, el cual logra vender más de 17 millones de copias en todo el mundo. También Meteora, que es el segundo álbum del grupo Linkin Park, lanzado el 25 de marzo de 2003. El álbum ha vendido más de 20 millones de copias en todo el mundo, 6 millones solo en los EE. UU. Solo en su primera semana vendió un estimado de 810 000 copias. En ese mismo año, Korn, lanza al mercado Take a Look in the Mirror.
Durante el resto de 2003, varias bandas internacionales comenzaron a alcanzar el éxito con el nu metal, como Three Days Grace de Canadá y Lostprophets de Gales. Three Days Grace logró un sencillo exitoso en abril de 2003 con la canción "I Hate Everything About You", mientras que Lostprophets logró un sencillo exitoso en diciembre de 2003 con la canción "Last Train Home", convirtiéndose en el sencillo más vendido de una banda de rock británica ese año. Lostprophets lanzo su segundo Start Something (2004), fue un éxito rotundo, alcanzando el número 4 en las listas de álbumes del Reino Unido y el número 33 en el Billboard 200 de Estados Unidos.
El 25 de mayo de 2004, a través de Roadrunner Records, la banda Slipknot lanza su tercer álbum de estudio, titulado Vol. 3: (The Subliminal Verses). El álbum recibió reseñas y entró en el Top 10 de ventas en once países, convirtiéndose en disco de platino en Estados Unidos. Recibieron el premio Grammy en la categoría de mejor interpretación de metal por la canción "Before I Forget".
En 2005, la banda KoЯn lanza See You On The Other Side. Es el séptimo álbum de estudio de la banda y ha vendido más de 2 400 000 de copias mundialmente. En ese mismo año, Limp Bizkit, lanza al mercado su quinto disco de estudio, The Unquestionable Truth (Part 1).

### Descenso en la popularidad (2005-2009)
Entre 2005 y 2009, el nu metal que se engendró en los 90, casi había desaparecido, ya que, las bandas que lo practicaban, o se disolvieron, o se acercaron a otros estilos. Entre las bandas que desaparecieron podemos nombrar a Coal Chamber o Guano Apes. Otras, decidieron experimentar por otros caminos en sus discos de aquella época, como Korn, acercándose al metal industrial, Papa Roach, inclinándose al rock alternativo y al hard rock, y Linkin Park, que se introdujeron al rock alternativo. Dos buenos ejemplos de estos cambios serían "What I've Done", de Linkin Park y "Evolution", de Korn. Mientras, otras bandas siguieron manteniendo la esencia nu metal, por ejemplo, Slipknot. Por otro lado, dos grandes exponentes del género en España, como KannoN y Hamlet, también abandonan el género por esta época; además, KannoN se disolverían en 2006.

### El resurgimiento (2010-2020)
Korn volvió a su sonido inicial con su noveno álbum de estudio, Korn III: Remember Who You Are, el cual vendió 63 000 copias en los Estados Unidos durante su primera semana, alcanzando el número 2 en el Billboard 200. En diciembre de 2011 el álbum vendió 185 000 unidades en los Estados Unidos y consiguió una recepción positiva. En el año 2011, Limp Bizkit lanzó su muy esperado sexto álbum, Gold Cobra, el cual vendió 27 000 copias durante su primera semana en los Estados Unidos y obtuvo respuestas positivas en su mayoría. En el mismo año, Staind saca su disco homónimo, en el cual retomaron el sonido nu metal de sus primeros años. El álbum debutó en el quinto lugar del Billboard 200.
Los grupos de nu metal siguieron surgiendo, así como los grupos que ya existían sacaron nuevos álbumes. En este «resurgimiento», se encuentran artistas tales como Guano Apes, que volvieron en 2009 para sacar tres nuevos álbumes hasta la fecha, y Coal Chamber, que en 2012 regresaron para unirse al Download Festival.
El nu metal influenció a bandas de metalcore y deathcore como Attila, Emmure, Here Comes the Kraken, Suicide Silence, Of Mice & Men e Issues que ganaron popularidad alta y moderada en esas fechas.
Limp Bizkit dijeron que en 2013 lanzarían su nuevo álbum, Stampede of the Disco Elephants, afirmando que «el nuevo álbum es solo para “fans del Nu metal”». Que por mucho tiempo se mantuvo en un Infierno del desarrollo pero saldría a la luz, por fin, en 2021.
Brian Welch tocó en tours con Korn después de años de estar separados además de ya integrarse oficialmente a la banda y hacer su disco The Paradigm Shift.
Linkin Park lanzó en 2014 su álbum The Hunting Party, que, después de sacar dos discos orientados al rock electrónico, volvió al sonido de sus primeros discos, Hybrid Theory y Meteora. Descrito por Mike Shinoda simplemente como «un disco de rock», sirve como una declaración en contra de grupos contemporáneos de rock mainstream y comercial a los que Shinoda acusó de «intentar ser como otras bandas y evitar riesgos». Sin embargo, Linkin Park volvería a abandonar el género en su siguiente álbum, One More Light, que tuvo un sonido más pop. Slipknot lanzó, también, en octubre de 2014, su quinto álbum, .5: The Gray Chapter. En 2015, Coal Chamber lanzó su nuevo álbum, Rivals. Muchos críticos señalaron el sonido nu metal en el álbum. Ese mismo año, la banda Bring Me the Horizon lanzó su quinto álbum, That's the Spirit, que alcanzó el número 2 en el Billboard 200, el cual vendió 130 000 copias. El álbum se basa en varios géneros, incluyendo nu metal, y muestra a la banda abandonar por completo su estilo de metalcore. El álbum se basa en múltiples géneros, y experimentaría más con el nu metal en su EP Post Human: Survival Horror lanzado en 2020. El teclista de la banda los ha descrito como una banda de nu metal.
Korn, también libera su duodécimo álbum de estudio el 21 de octubre de 2016, The Serenity of Suffering. El álbum debutó en el número 4 de los EE. UU. Billboard 200 y se venderían 100 000 copias antes de diciembre de 2016. Tres años después saldría The Nothing, el último álbum de la banda hasta el momento.
Dentro de este movimiento, el nu metalcore se volvió cada vez más prominente a través de la popularidad de grupos como Vein.fm, Loathe y Code Orange. Según el escritor de PopMatters , Ethan Stewart, el álbum Forever de Code Orange de 2017 llevó al nu metalcore a convertirse en "uno de los sabores más destacados del metal contemporáneo".
Más bandas comenzaron a surgir con el sonido nu metal, metal alternativo, rap metal y nu metalcore como Bad Omens, Blood Youth, Cane Hill, Sworn In, Tallah, Splutter, Islander, Fire From the Gods, BackWordz, From Ashes To New, Blind Channel, DangerKids, DED, Sylar, Rise Of The Northstar, Orthodox, Guerrilla Warfare, Dropout Kings, Death Blooms y Blood Youth. 
Los hijos de dos miembros de Slipknot, Taylor Griffin de Corey Taylor y Simon Crahan de Shaw Crahan, formaron una banda llamada Vended. 

### Renacimiento delmainstreame influencia en otros géneros (2020-presente)

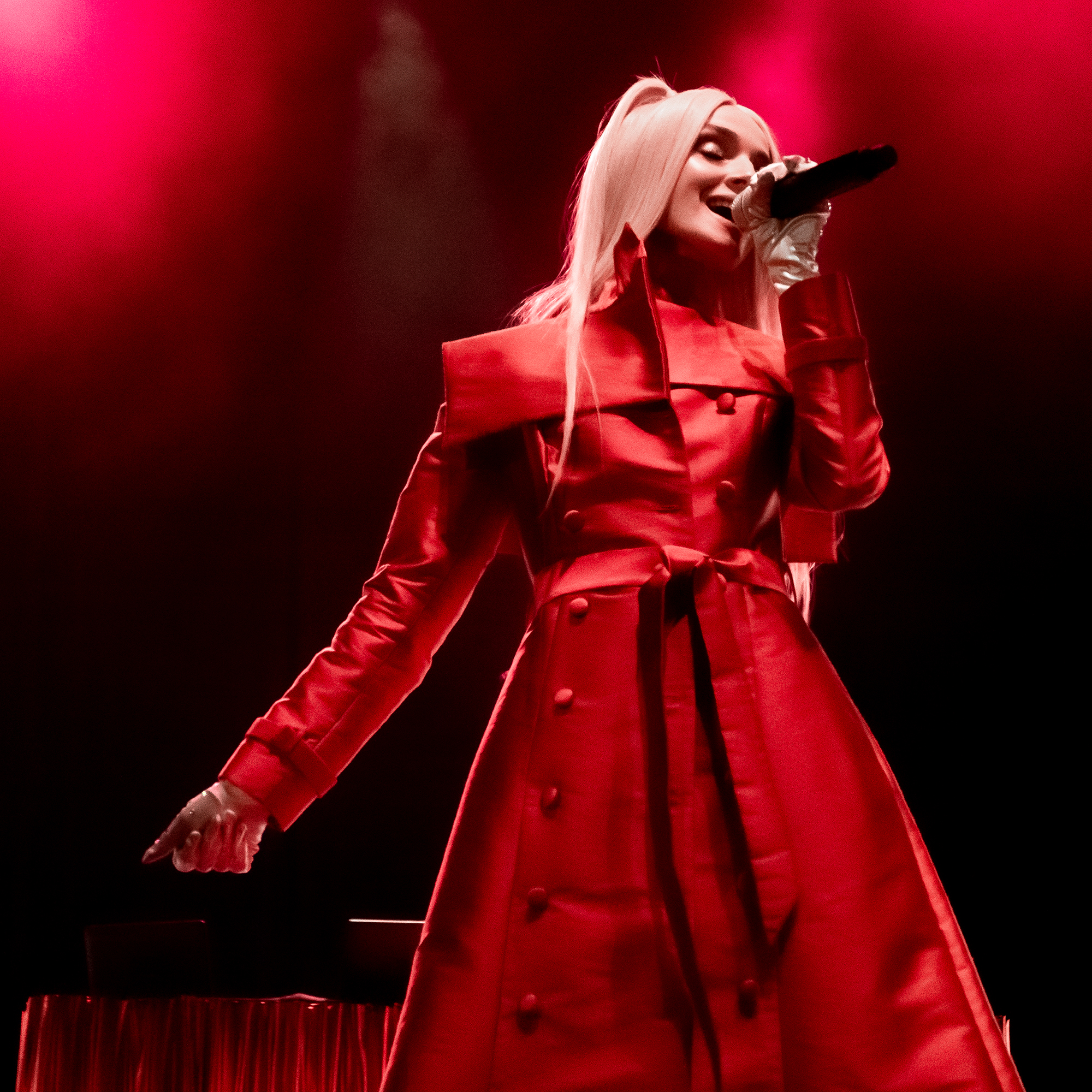
Poppy incorporó el nu metal al electropop en sus álbumes I Disagree y Am I a Girl?.

Las cantautoras de electropop y artístico incorporaron el nu metal en su sonido a finales de la década de 2010 y 2020, incluyendo Poppy, en sus álbumes Am I a Girl? y I Disagree; Grimes, en el álbum Miss Anthropocene y Rina Sawayama en Sawayama. Los sencillos "We Appreciate Power" y "Play Destroy" fueron ejemplos pioneros. Poppy ha descrito esta fusión como "nu-Poppy" o "Poppymetal". I Disagree recibió elogios de la crítica por esta fusión, con el sencillo "Bloodmoney", nominado al premio Grammy 2021 a la Mejor Interpretación de Metal, convirtiéndola en la primera artista femenina en ser nominada para el premio en su historia. Dorian Electra también incluye influencias de nu metal en su álbum My Agenda, al igual que Ashnikko en Demidevil, particularmente en el sencillo "Cry", Según el The New York Times en esta nota  los responsables del renacimiento actual es la  Generación Z que, cautivada por este género nacido en los años 90, piden el regreso de bandas que ya no están en actividad y están muy interesados en ver en vivo a bandas como Slipknot y Korn respectivamente, en el caso de bandas femeninas Kittie fue la banda que ha resurgido como consecuencia de haber obtenido una legión de nuevos seguidores entre los jóvenes de hoy en día que además están formando sus propios grupos de numetal con un sonido muy distintivo y adaptado a los tiempos actuales, mezclando trap con metal o practicando también el estilo más clásico de Numetal.
Bandas más pequeñas también han surgido a la escena a principios de la década de 2020 con el género, incluida a Wargasm, con sede en Londres, que han sido "validadas por los papás del nu metal", después de que el vocalista de Korn, Jonathan Davis, los describiera como "su nueva banda favorita".

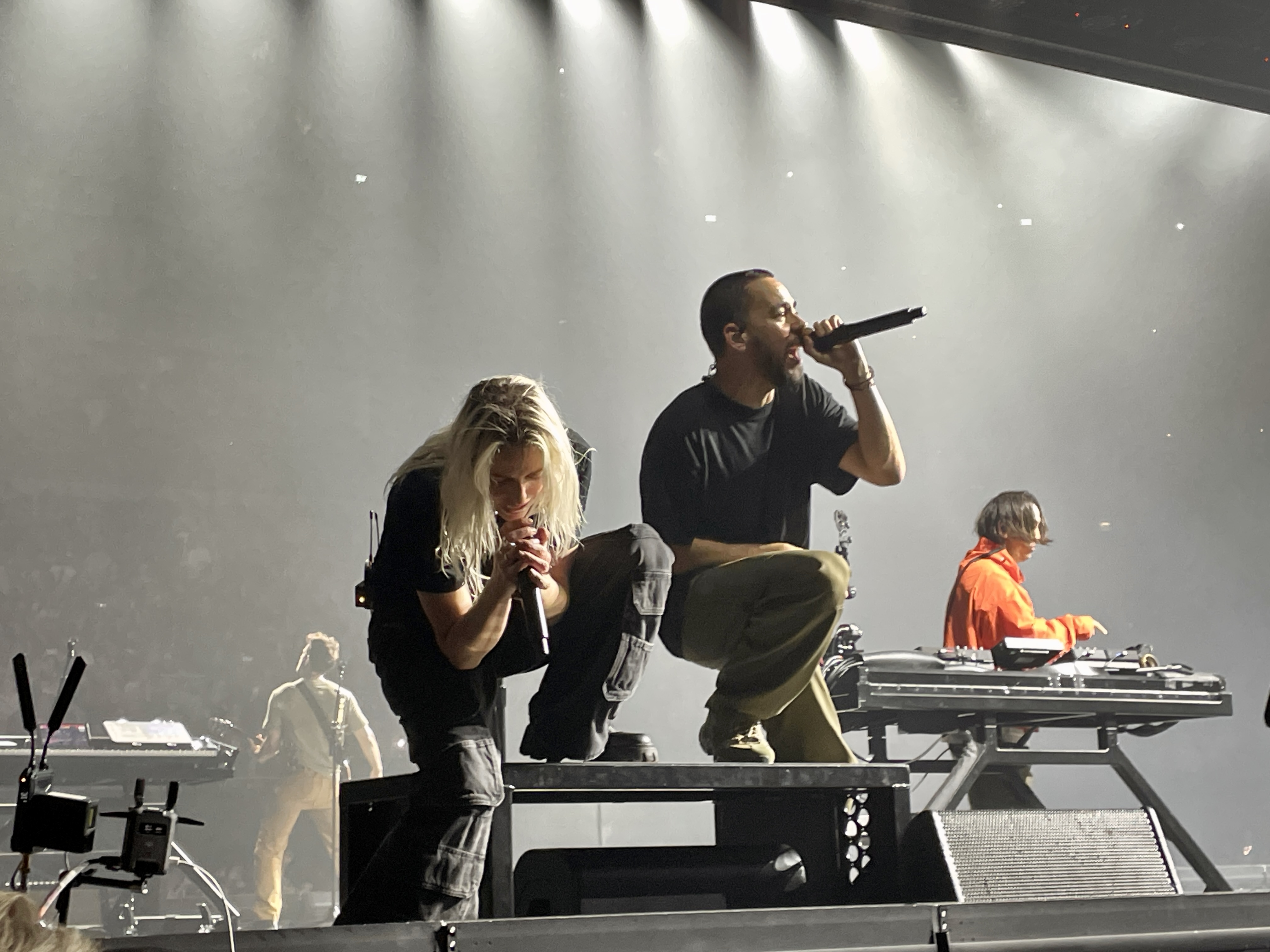
Linkin Park generó una gran cantidad de publicidad mediática con su resurgimiento en 2024.

A principios de la década de 2020, varios medios de comunicación señalaron que el nu metal había experimentado un resurgimiento del interés entre los oyentes de la Generación Z. En 2023, se informó que las búsquedas en Google del término "nu metal" alcanzaron su nivel más alto en "casi 20 años". Deftones y Slipknot comenzaron a ganar popularidad entre la Generación Z a principios de la década de 2020 cuando su música apareció en videos en la aplicación TikTok. Además, varias bandas de nu metal regresaron y lanzaron nueva música después de décadas, como Staind, Adema, Alien Ant Farm y Kittie. A finales de 2024, Linkin Park resurgió sorpresivamente tras un paréntesis de siete años tras la muerte de su líder, Chester Bennington, en 2017. Con la nueva cantante Emily Armstrong, de la banda de rock Dead Sara, y el nuevo baterista Colin Brittain, la banda lanzó su octavo álbum de estudio From Zero, el 15 de noviembre de 2024. Varias canciones del álbum, como el sencillo principal "The Emptiness Machine", "Heavy Is the Crown" y "Two Faced", evocan su anterior sonido nu metal, destacado en Hybrid Theory y Meteora.

## Instrumentación

### Voces

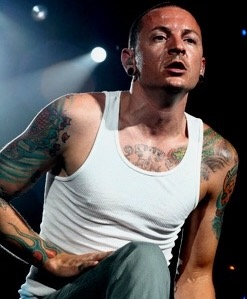
Chester Bennington, vocalista de Linkin Park.

Las bandas de nu metal, a menudo tienen voces agresivas, que varían entre un canto melódico similar al del pop y del rock, gritos derivados de varios estilos de metal y hardcore punk y rapeos propios del hip-hop.
Algunos vocalistas destacados son Jonathan Davis, de la banda KoЯn, quien introdujo las «bases» principales del nu metal, como las formas de canto en la que se incluía voces guturales y formas extrañas de cantar; varios artistas en el nu metal adoptaron esta forma de canto. También, podemos destacar los gritos y susurros de Chino Moreno, los rapeos de Fred Durst, Sonny Sandoval, Mike Shinoda y Jacoby Shaddix, las voces limpias de Chester Bennington, David Draiman, Dave Williams y Lajon Witherspoon, y las voces desgarradas de Serj Tankian, Corey Taylor, Dez Fafara, Ian Watkins, Chad Gray y Wayne Static
Las bandas que utilizan técnicas de rapeo más frecuentemente que las demás, son relacionadas con géneros como el rap metal o el rapcore (por ejemplo Limp Bizkit, Linkin Park y P.O.D.). Una técnica común en el nu metal, es la mezcla de rap y gritos en diferentes partes de las canciones, por ejemplo, un estribillo gritado tras estrofas rapeadas.
Tool es reconocida como una de las bandas que ha inspirado la vocalización del nu metal; Pete Loeffler de Chevelle, Stephen Richards de Taproot, David Draiman de Disturbed y Fred Durst de Limp Bizkit han citado al estilo de Maynard James Keenan como una influencia, e incluso Durst ha dicho que Tool es su mayor influencia musical y su banda favorita.

### Guitarras

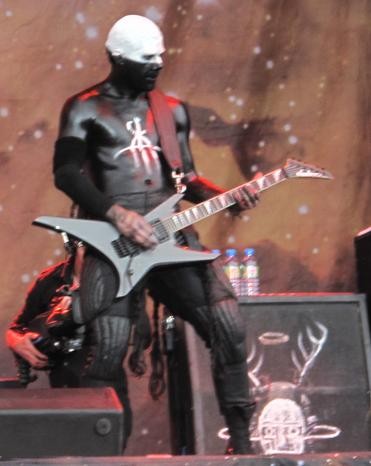
Wes Borland, guitarrista de Limp Bizkit.

En el heavy metal tradicional, por lo general, las guitarras poseen amplios y complejos riffs con alto nivel de distorsión con solos muy intrincados y técnicos, mientras que los grupos de nu metal, por lo general, no incluyen solos, y se une con una gran cantidad de distorsión al igual que en el heavy metal y de muy digerible sonido, creando el sonido único de las guitarras de nu metal con guitarras afinadas en tonos graves y en algunos casos, usando guitarras de rango extendido, por ejemplo Stephen Carpenter en Deftones. Varios guitarristas de nu metal utilizan afinaciones Drop; entre ellos Daron Malakian de System of a Down.

### Bajo

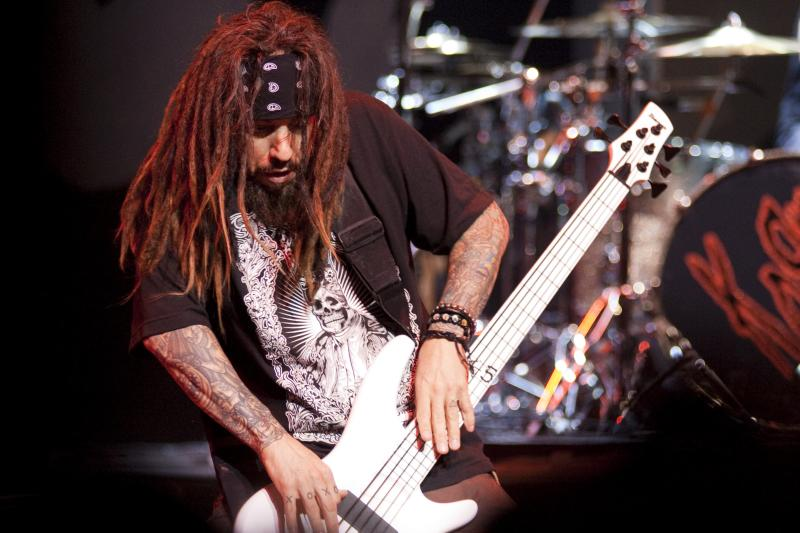
Fieldy, bajista de Korn.

En el heavy metal tradicional, los bajistas tienden a usar líneas complementarias de las guitarras, mientras que en el nu metal el bajo lleva cierto protagonismo, en donde se caracteriza por un estilo propio, en el cual se incluyen varias técnicas, entre ellas, de tipo jazzeras inspiradas por el funk metal y el metal progresivo. Las partes de bajo en el nu metal, frecuentemente, tienen reminiscencias de sonidos de hip hop agregando técnicas como el slap.
Usualmente, la mayoría de las bandas de este estilo, usan bajos con más de cuatro cuerdas, que les proveen un registro más grave.
Fieldy de Korn, Ryan Martinie de Mudvayne, Sam Rivers de Limp Bizkit, John Moyer de Disturbed, Traa Daniels de P.O.D. y Maxz de Qbo usan bajos de cinco cuerdas, aunque Paul Gray (exbajista) de Slipknot, Chi Cheng (exbajista) de Deftones y David Farrell de Linkin Park prefieren bajos de cuatro cuerdas.

### Batería
La batería de los grupos de nü metal, tiende a tener ritmos de tipo funk y raperos. El antiguo baterista de Korn, David Silveria, posee una técnica de batería «seca», es decir, de sonidos casi primitivos (cosa mucho más observable en el primer disco de la banda).
Abe Cunningham, baterista de Deftones, posee una técnica la cual tiene algunas bases de hip hop que le dan un sello a esta banda. A veces, grupos como Slipknot o System of a Down también hacen uso de los blast beats (ritmos muy rápidos).

### Otros instrumentos

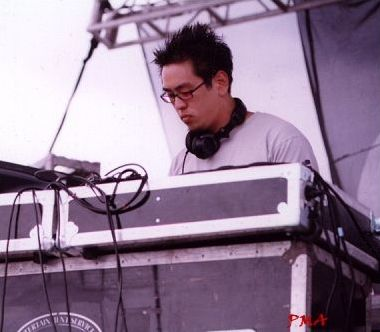
Joe Hahn, DJ de Linkin Park.

En el nu metal, también es típica la incorporación de otros instrumentos. Los más usados, son los ritmos a bases de samplers, que son creados por medio de computadoras. Este método es muy común en bandas como Limp Bizkit, Adema, Linkin Park, Ill Niño, Slipknot o Mushroomhead.
También, es notorio el uso de la percusión en grupos como Ill Niño, Mushroomhead, Soulfly, Slipknot, Nonpoint, Incubus, etc.
La mesa de mezcla DJ cumple un papel muy importante en bandas como Slipknot, Limp Bizkit, Linkin Park, Deftones, Hed PE, Qbo, 2X, Weiza e Incubus.
A veces, también se incluyen instrumentos tradicionales típicos del folk, como es el caso de la gaita por parte de Jonathan Davis, vocalista de Korn, y System of a Down ha incorporado también elementos del folk armenio y música tradicional armenia. Incluso, hay casos de nu metal combinado con dubstep, lo que se ve reflejado explícitamente en el álbum The Path of Totality de Korn, en donde trabaja con artistas de este género como Skrillex, Kill The Noise o 12th Planet entre otros.